# Edmund Goeze
Edmund Goeze ( * 1838 - 1928 ) fue un botánico y horticultor alemán.
Participó de la formulación del Jardín Botánico de la Universidad de Lisboa, establecimiento que había comenzado en 1873 con la iniciativa de los profesores conde de Ficalho y de Andrade Corvo, y el jardín fue inaugurado en 1878; donde la gran diversidad de plantas que posee, fueron resultado de recolecciones de cada lugar del mundo bajo administración portuguesa por sus jardineros más punteros Edmund Goeze, y el francés Jules Alexandre Daveau. Él ya había tenido experiencia en Portugal en la creación del Jardín Botánico de la Universidad de Coímbra, en 1866.

## Algunas publicaciones
- 1874. Ein Beitrag zur Kenntniss der Orangengewächse (disertación)
- 1882. Pflanzengeographie für Gärtner und Freunde des Gartenbaues. Reeditado en 2010 510 pp. ISBN 1142708403
- Alphonse De Candolle, Edmund Goeze. 1884. Der Ursprung der Culturpflanzen. 604 pp. ISBN 1160447160
- Hamburger Garten- und Blumenzeitung (editor 1883–1891)

- La abreviatura «E.Goeze» se emplea para indicar a Edmund Goeze como autoridad en la descripción y clasificación científica de los vegetales.[1]